# Greyfriars Bobby
Greyfrairs Bobby (4 tháng 5 năm 1855 tại Edinburgh, Scotland -  14 tháng 1 năm 1872 tại Edinburgh, Scotland) là chú chó đến từ Edinburgh, Schotland đã túc trực bên mộ của người chủ tên là John Gray (mất năm 1858) quá cố của mình trong suốt 14 năm cho đến khi chú chó này cũng qua đời vào năm 1872.
Chú chó Bobby được đặt tên đầy đủ là Greyfrairs Bobby, theo tên của nghĩa trang Greyfriars Kirkyard, nơi chú đã túc trực trong suốt 14 năm trời để canh chừng ngôi mộ của chủ.

## Câu truyện truyền thông

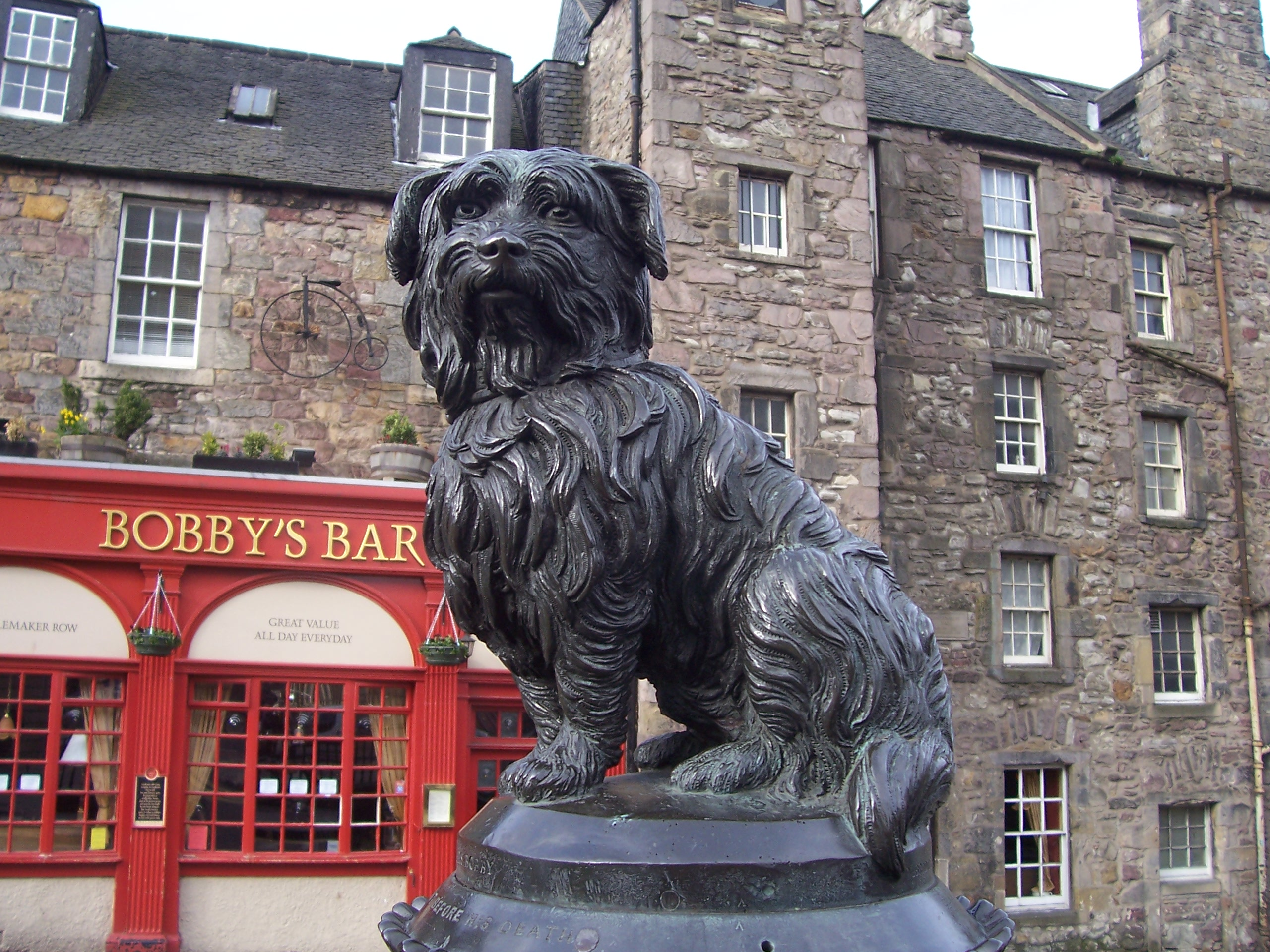
Tượng đồng Greyfrairs Bobby

Greyfrairs Bobby sinh ngày 4 tháng 5 năm 1855 tại Edinburgh và chết ngày 14 tháng 1 năm 1872 tại Edinburgh ở tuổi gần 17 sau nhiều năm canh bên mộ chủ. Bobby được chôn cất ngay bên trong cổng nghĩa trang Greyfriars Kirkyard, cách mộ chủ không xa.
Chủ của Bobby là John Gray, người làm việc cho Cảnh sát thành phố Edinburgh với tư cách là một người trực đêm. Khi John Gray qua đời, anh được chôn cất tại Greyfriars Kirkyard. Kirkyard bao quanh Greyfriars Kirk ở Phố cổ của thành phố Edinburgh.
Vào năm 1867, Lord Provost of Edinburgh, Sir William Chambers, người cũng là giám đốc của Hiệp hội phòng chống hành vi tàn ác đối với động vật Scotland, đã trả tiền cho giấy phép của Bobby và cấp cho chú chó một chiếc vòng cổ, xác nhận Bobby không phải "chó hoang".
Bobby được cho là đã ngồi bên mộ chủ trong 14 năm. Câu chuyện đầy cảm động của Bobby đã được lan truyền khắp vùng Edinburgh, và khi chú chó trung thành này qua đời, chú đã trở thành nhân vật nổi tiếng đối với người dân địa phương. Sau khi chết được khám nghiệm bởi Giáo sư Thomas Walley thuộc Đại học Thú y Edinburgh, kết luận Bobby đã chết vì ung thư hàm.
Năm 1873, một năm sau Bobby chết, một nhà từ thiện người Anh Lady Burdett-Coutts đã bị cuốn hút bởi câu chuyện và bỏ tiền để xây dựng một đài phun nước uống với bức tượng của Bobby (được ủy thác cho nhà điêu khắc William Brodie) dựng ở ngã ba cầu George IV và Candlemaker Row (đối diện lối vào sân nhà thờ) để tưởng nhớ chú chó trung thành Bobby. Vòng cổ của Bobby hiện đang được trưng bày ở Bảo tàng Edinburgh.

## Sách và phim trực tiếp về Bobby
Một số cuốn sách và bộ phim đã được dựa trên cuộc đời của Bobby, bao gồm:
- Tiểu thuyết Greyfriars Bobby (1912) của Eleanor Atkinson[4]
- và các bộ phim: Greyfriars Bobby (1961 - Walt Disney)[5] và The Adventures of Greyfriars Bobby (2006)[6].